# 30-30 클럽
30-30 클럽이란 스포츠 기록 용어이다.

## 야구
30-30 클럽이란 야구에서 단일 시즌에 30 홈런, 30 도루를 동시에 달성하는 기록을 의미한다.

## 축구
30-30 클럽이란 축구에서 통산 30 득점, 30 도움을 달성하는 기록을 의미한다.

## 같이 보기
- 20-20 클럽
- 40-40 클럽
- 50-50 클럽